# マリア・ヨーゼファ・フォン・リヒテンシュタイン
マリア・ヨーゼファ・ヘルメンギルデ・フォン・ウント・ツー・リヒテンシュタイン（Maria Josepha Hermengilde von und zu Liechtenstein, 1768年4月13日 - 1845年8月8日）は、リヒテンシュタイン家の侯女で、ハンガリー貴族のエステルハージ・デ・ガランタ侯ニコラウス（2世）の妻。

## 生涯
リヒテンシュタイン侯フランツ・ヨーゼフ1世とその妻レオポルディーネ・フォン・シュテルンベルクの間の末娘として生まれた。1783年9月15日にウィーンにおいて、エステルハージ家の嗣子であるニコラウス（2世）と結婚した。夫は1809年のヴァグラムの戦いの直後、フランス皇帝ナポレオン1世からハンガリー王位に就くよう打診されたが、ハプスブルク家に対する忠誠を守ってこの申し出を拒否した。

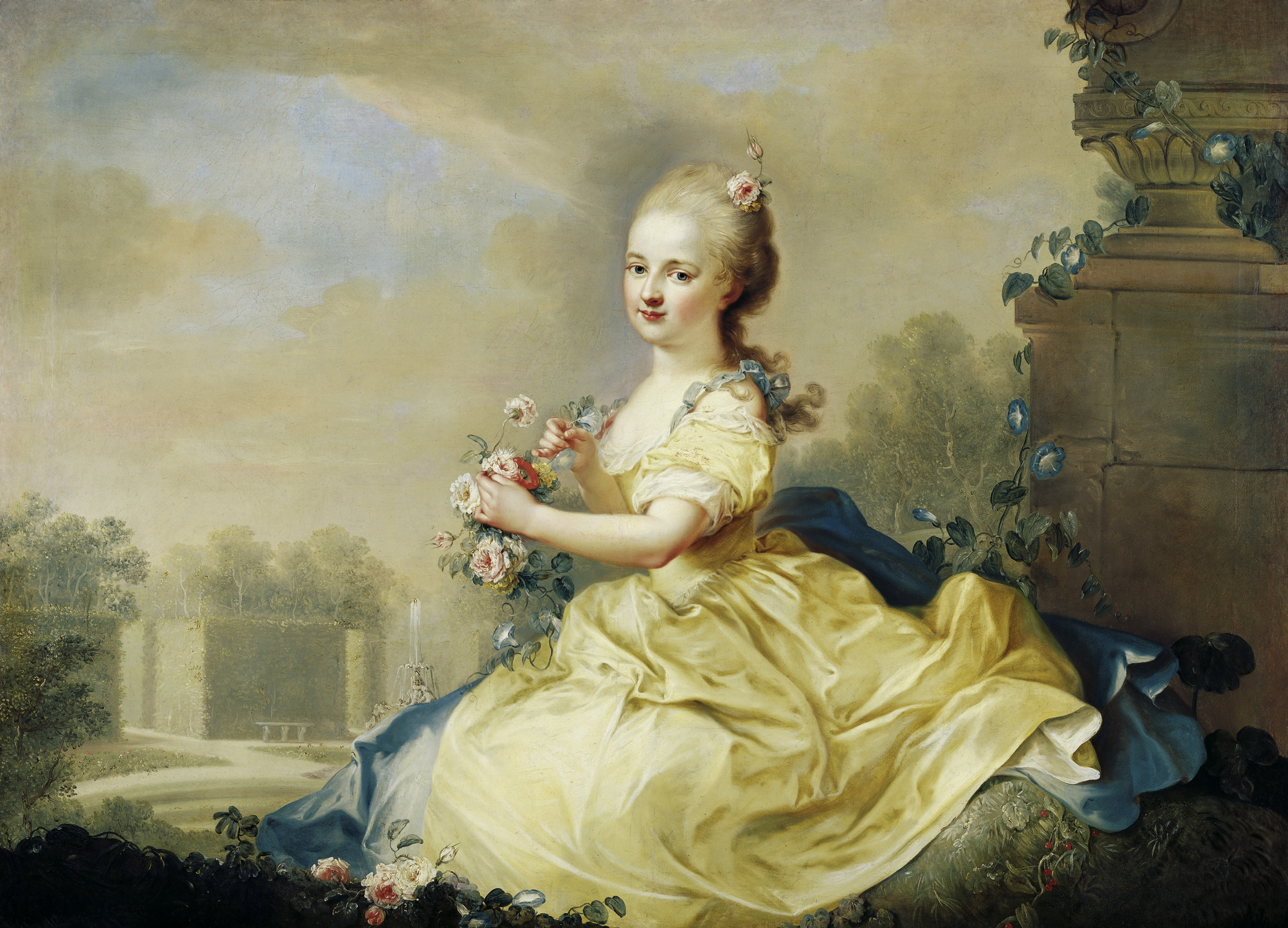
マリア・ヨーゼファ・ヘルメンギルデ、フリードリヒ・エーレンハインツ画、1776年

マリア・ヨーゼファ・ヘルメンギルデは夫とともに文芸の庇護者として知られ、特に作曲家フランツ・ヨーゼフ・ハイドンのパトロンとして有名だった。侯妃は1796年から1802年にかけての6年間、ハイドンに自分の聖名祝日（9月8日の聖母誕生祭）のためのミサ曲を毎年1曲ずつ作らせた。『戦時のミサ』（1796年）、『オフィダの聖ベルナルドの讃美のミサ』（ハイリッヒ・ミサ 1796年）、ネルソン・ミサ（1797年）、テレジア・ミサ（1798年）、天地創造ミサ（1801年）、ハルモニー・ミサ（1802年）の6曲である。

## 子女
- パウル（3世）・アントン（1786年 - 1866年） - エステルハージ・デ・ガランタ侯
- マリア・レオポルディーナ（1788年 - 1846年） - 1806年、リヒテンシュタイン侯子モーリッツ（Moritz von Liechtenstein）と結婚